# 王积薪
王积薪，唐朝中期围棋国手，活跃于唐玄宗时期，为棋待诏，官至朝散大夫、前行右领军卫长史、受命为皇长子庆王友。

## 生平
王積薪常下围棋，曾與冯汪在金谷園对阵，王积薪先以二比四负于对方，但接着又连胜三局，以五比四取得最后胜利。這就是有名的《金谷园九局图》。韩屋以“眼病休看九局棋”形容這場比賽。
天宝十五年爆發安史之亂，王積薪随著玄宗至蜀，薛用弱《集異記》記載他在路上夜宿民宅，栖於檐下，夜阑不寐，有两位婆媳在下圍棋，积薪一一记下棋步，最後棋力大進。李肇《唐国史补》也有類似記載。
王积薪总结出《圍棋十訣》：“不得贪胜、入界宜缓、攻彼顾我、弃子争先、舍小就大、逢危须弃、慎勿轻速、动须相应、彼强自保、势孤取和。”。

## 著作
著有《棋诀》三卷、《凤池图》一卷。